# Чакчи Фросноккерс
Чакчи Фросноккерс (псевдоним, настоящее имя Петров Дмитрий Андреевич; 2 сентября 1994, Южно-Сахалинск, Россия) — российский театральный режиссёр и драматург. Создатель и художественный руководитель Малого театра кукол (г. Санкт-Петербург).

## Биография
Родился в Южно-Сахалинске 2 сентября 1994 года в семье кукольников. Первый спектакль «Иосиф Бродский. Всё это было…» поставил как Дмитрий Петров в Сахалинском театре кукол в 2011 году. В 2018 году окончил РГИСИ по специальности «режиссёр театра кукол» (курс Т. Р. Стависской). С 2016 года является создателем и художественным руководителем Малого театра кукол, открывшегося спектаклем по пьесе Э. Ионеско «Король умирает». В 2017 году выпустил сборник пьес «Летают».

## Постановки
- 2010 — «Иосиф Бродский. Всё это было…» (Сахалинский театр кукол)[2]
- 2011 — «Госпожа-Пани-Миссис» (Сахалинский театр кукол)[6]
- 2014 — «Нетеперь» (по произведениям и дневникам Д.Хармса) (Сахалинский театр кукол)[7]
- 2015 — «Король умирает» (Малый театр кукол)[1]
- 2016 — «Дом Бернарды Альбы» (Малый театр кукол)
- 2016 — «Двенадцать» по поэме А. Блока (РГИСИ, Санкт-Петербург)
- 2016 — «Одиночество в Макондо» (по роману Г. Г. Маркеса «Сто лет одиночества»). (Сахалинский театр кукол)[8]
- 2016 — «Оркестр» по пьесе Ж. Ануя (Малый театр кукол)
- 2016 — «Мой дедушка был вишней» (Малый театр кукол)[9]
- 2017 — «Шепчущий мост» (по японской народной сказке) (Малый театр кукол)
- 2017 — «Колобок» (Малый театр кукол)
- 2017 — «Мария Стюарт» (Хакасский Национальный театр кукол «Сказка», г. Абакан)[10]
- 2017 — «Зощенко» (театр кукол «Золотой ключик», г. Железногорск)[11]
- 2017 — «Пиковая дама» по повести А. С. Пушкина (ТЮЗ, г. Нижнекамск, республика Татарстан)[12]
- 2018 — «Обещание на рассвете» по роману Р. Гари (Гродненский театр кукол, Беларусь)[13]
- 2018 — «Пикассо-Буфф» по картинам П. Пикассо (Хакасский Национальный театр кукол «Сказка», г. Абакан)[14]
- 2018 — «Гуси-Лебеди» (Амурский театр кукол «Амурчонок», г. Благовещенск)[15]
- 2018 — «История одного города» (театр кукол «Золотой ключик», г. Железногорск)[16]
- 2018 — «Чайка» по пьесе А. П. Чехова (вместе с режиссёром Алексеем Синициным) (Малый театр кукол)[17]
- 2018 — «Господа Скотинины» (Амурский театр кукол «Амурчонок»)[18]
- 2018 — «Дюймовочка» (Малый театр кукол)
- 2019 — «Журавлиные перья» по японской народной сказке (Тверской театр кукол)[19]
- 2019 — «Мамаша К.» (Малый театр кукол)[20]
- 2019 — «Про Иванушку и Варварушку» (Амурский театр кукол «Амурчонок»)[21]
- 2019 — «Мцыри» по поэме М. Ю. Лермонтова (Амурский театр кукол «Амурчонок»)[22]
- 2019 — «Мастер и Маргарита» по роману М. А. Булгакова (Театр кукол «Tęcza», Слупск, Польша)[23]
- 2019 — «Гулаг Simphonia» по воспоминания очевидцев (вместе с режиссёром Алексеем Синициным) (Малый театр кукол)[24]
- 2019 — «Сказка о лунной корове» по индийской народной сказке (Гродненский театр кукол, Беларусь)[25]
- 2020 — «Принцесса на горошине» (Амурский театр кукол «Амурчонок»)[26]
- 2020 — «Вдовы» по пьесе С. Мрожека (Малый театр кукол)
- 2020 — «Антон Павлович, улыбнитесь!» по рассказам А. П. Чехова (театр кукол «Золотой ключик», г. Железногорск)[27]
- 2020 — «Страсти по Игорю» по «Слову о полке Игореве» (Амурский театр кукол «Амурчонок»)[28]
- 2021 — «Школа для дураков» по роману С. Соколова (вместе с режиссёром Алексеем Синициным) (Малый театр кукол)[29]
- 2021 — «Про бабушек» по рассказам актёров (Тверской театр кукол)[30]
- 2021 — «Фрида. Memoria» по картинам и жизни Фриды Кало (Тверской театр кукол)[31]

## Интервью
Чакчи Фросноккерс, театральный режиссёр: «Я — шут, примеряющий корону», TimeOut, 2020
Режиссёр Чакчи Фросноккерс: пройдя первую часть 21 столетия, мы так и не научились ценить человеческую жизнь, Эхо Москвы в Благовещенске, 2020